# Механски занат у Кнежевини Србији
Механски занат у Кнежевини Србији био је примарни облик уготитељства и једина и прва занатска делатност која се оријентисала на пружање услуга, а не на производњу као што је то случај код осталих заната. Прве механе, на простору данашње Србије, настале су с почетка новог века, за владавине Османског царства, прво у градовима, а у складу са временом и насталим променама у српском друштву, за владавине Милоша Обреновића, и у селима. Тако је према попису из 1834. године у Београду радило 132 механџије, а према попису из 1866. године, у Србији је радило 1.083 крчмара (механџије) и 83 кафеџија, изван окружних вароши, и 515 крчмара, лебара и воденичара у варошицама.

## Историја
Механски занат зачет је на простору данашње Србије за време вишевековне владавине Османског царства. У том историјском периоду механа је била искњучиво доступна Османлијама, односно муслиманском становништву, да у њој попију кафу, чај, шербе и попуше дуван, у складу са њиховим обичајима и навикама.

### Подстицаји за развој механа
На даљи развој механског заната у Србији утицао је став Кнежевине Србије, у време прве владавине кнеза Милоша, која је иако оскудним мерама, стимулисала рад механа, посебно оних у селима. Наиме, од 1834. године аренда за сеоске механе била је упола нижа од таксе за варошке и износила је само 5 талира годишње...и...изузетно повољна мера подстицаја, посебно ако се упореди са политиком државе према сеоским дућанима.
Државни подстицаји, трајали су кратко. Окончани су већ 1840. године, када је уместо аредне уведено плаћање акциза, односно таксе према количини крчмљеног пића.

### Сузбијање лошег утицаја механа и кафана
Период владавине кнеза Александра Карађорђевића (1842—1858) познат је као период владе уставобранитеља, јер су праву власт имали чланови Државног савета, који су заправо чинили једно олигархијско тело. Назив уставобранитељи потиче од њиховог залагања за строго поштовање Османског устава. Овај период представљао је период развоја Србије, јер су уставобранитељи своја широка овлашћења користили за доношење бројних закона, изградњу првих индустријских постројења и установљавање институција од значаја за младу државу. Србија ке са њима добила бирократски апарат, али и са политиком слања младих и перспективних студената на чувене иностране универзитете.

У време владавине уставобранитеља Кнежевином Србијом и током следеће деценије, државне власти, су промениле политику, према угоститељству, желећи да законским уредбама сузбију механско-кафански занат, уверени у лош утицај кафана и механа на морал и радну дисциплину, нарочито сеоског становништва. Разлог уставобранитеља да сузбије развој механа на селу у Кнежевини Србије, најбоље илуструје овај цитат Стевана Сремца из његове приповетке „Луминација у селу”:
| „ | Беше то монументална зграда, та механа. Православни Србин јурио је даноноћно у њу, као боже ме прости, на Јордан, а било је тако удобно у њој да се човек није могао одвојити од ње. А то се по меблу, односно једику могло видети. На столицам и клупама је остало више сукна од чакшира сељачких, него руна од оваца на каквој огради у тору. А то и јесте био узорк, те је многоме сељаку пропао перчин у њој, а ради ње отишао и бакрач на добош. | ” |

### Уредбе о механама
Како су у првој половини 19 века, механе биле или попут објеката народног градитељства или попут објеката оријенталне архитектуре, са назадовољавајућим нивоом услуга Кнежевинма Србија је предузела низ мера како би изменила стање у овој занатској делатности.
Дефиниција
Уредбом о механама Кнежевине Србије, механа се дефинише као — јавно место у коме су се поред хране и пића гостима пружало и премоћиште. 
За затварање механа или ограничавање њиховог броја, држава је користила разне изговоре, да би 1857. године прописала уредбу којом су нове механе морале градити типски, а постојеће прилагодити прописаном типу. А ти прописи, који развртсавли су механе према месту где су се налазиле и врсти.
Механе према месту
Према месту на коме су се налазиле механе су подељене на:
- Варошке
- Сеоске
- Друмске

Место за изградњу механе одобравало је Попичитељство внунутрарих дела Кнежевине Србије, јер је све више растао, и био превелик, број захтева за изградњу механа на атрактивним локацијама.
Механе према врсти
Према врсти механе су се делиле у следеће три класе:
- Механе прве класе — морале су да имају најмање пет соба, од којих су три собе морале да имају намештај
- Механе друге класе — морале су да имају четири собе, од којих су две морале да имају намештај.
- Механе треће класе — морале да имају четири собе, али је само једна требало да буде намештена.

Ненамештене собе намењене су за ручавање и преноћиште људи нижег реда. Поред просторија за госте, механе су морале да имају кухињу, ар (за стоку) и друге потребне помоћне просторије (чл. 3), а сеоске механе и фуруну за печење леба и бунар или други извор пијаће воде (чл. 7).
Ове мере су доста отежале услове за добијање дозволе за рад, поготово на селу, где је већина механа годинама радила у нехигијенским објектима и у грађевински лошим здањима, у којима је било скоро немогуће без градње нове механе ускладити рад с прописима.29 Колико је стање у механама било лоше може се сазнати из консултованих пописних књига из 1863. године у којима стоји да ниједна сеоска механа није била грађена од тврдог материјала – све су биле од слабог, а неке и од „веома слабог“ материјала.
| „ | Наведеним мерама држава је даљи развој ове делатности настојала да задржи на досегнутом нивоу, нарочито на селу, где су због малих зарада тешко могли да буду компензовани увећани трошкови за отварање механа. Због недостатка капитала за инвестиције, власници сеоских механа – посебно друмских – у седмој деценији 19. века били су све чешће трговци, који су, попут Фердинанда Крена из Чачка, имали довољно новца да успешно послују поштујући нове прописе. | ” |

И поред свих предузетих мера Кнежевина Србија није успела да у потпуности сузбије механски занат на селу, који је био њен приимарни циљ иако су мере привредне политике неповољно утицале на ову делатности на селу и ограничиле њен развој. Да је то тако гооворе упоредени подаци са онима крајем владавине кнеза Милоша, када је готово исти број механа и кафана са онима према попису становништва по занимању из 1866. године, што је приказано на овој табели:
| Занат              | Предузетника | Помоћника | Укупно |
| ------------------ | ------------ | --------- | ------ |
| Крчмар (механџија) | 1.083        | 1.029     | 2.112  |
| Кафеџија           | 83           | 66        | 149    |